# كريستين كوبر
كريستين كوبر (بالإنجليزية: Kristin Cooper)‏ هي محامية أمريكية، ولدت في 19 يوليو 1956.